# Symbolanthus elisabethae
Symbolanthus elisabethae är en gentianaväxtart som först beskrevs av Schomb., och fick sitt nu gällande namn av Ernest Friedrich Gilg. Symbolanthus elisabethae ingår i släktet Symbolanthus och familjen gentianaväxter. Inga underarter finns listade i Catalogue of Life.